# 銅欠乏症
銅欠乏症（どうけつぼうしょう、英: copper deficiency）とは、ヒトやその他の動物に不可欠な微量元素のうち、銅の欠乏によってもたらされる諸症状のこと。

## 症状
銅の欠乏は、貧血・汎血球減少・神経変性疾患を引き起こすことがある。影響を受けた動物は運動失調や痙性を呈するようになる。
銅欠乏がヒトに貧血を起こす事例は稀であるが、長年にわたり知られている。逆に、銅過剰状態（ウィルソン病など）を治療するため、亜鉛製剤を用いることがある。
銅欠乏による神経変性は、反芻類において脊柱湾曲症をもたらす。近年、ヒトにおいても、反芻類に類似した症状、すなわち、進行性の痙性・運動失調・ニューロパチーが生じることが分かってきた。貧血を伴うこともある。
臨床症状は、古くから知られており、ビタミンB12欠乏によって生じ、頻度も比較的多い亜急性連合性脊髄変性症とほぼ同じである。

## 原因
反芻類の銅欠乏の原因としては、牧草地や飼料の銅不足が挙げられる。植物では成長障害を呈することがある。
ヒトでは、銅を十分に含まない高カロリー輸液や胃バイパス手術が原因となることがある。銅の推奨摂取量は0.9mg/日だが、典型的なアメリカ人の食生活ではこれに達しないことがある。亜鉛は消化管からの吸収において銅と競合するため、亜鉛を長期に渡って摂りすぎると銅欠乏が生じることがある。
例
1. 長期経腸栄養患者[3][4]# 透析患者[5]
2. 偏食による亜鉛過剰摂取[6]